# 英吉利里副县
英吉利里副县（英語： Engkilili Sub-District）是砂拉越鲁勃安都县的一个副县，总面积有1,709.23平方公里。县里人口占最多的族群是伊班族。根据2010年数据，县里有198座长屋，6个华人聚落及1个甘榜。

## 传说
在峇丹艾河（Batang Ai）畔有很多一种叫作英吉利里的树。县里的村子都离城镇很远，所以村民都需要通过使用峇丹艾河到集市上买生活用品。由于村民每次在去返的路程上都会遇到很多英吉利里的树，久而久之便把这地方名为英吉利里。

英吉利里树只能在鲁勃安都县和英吉利里副县找到。它能够在陆上和河水上生长，平均高度20到30米，拥有约30厘米长的黄绿色叶子。

## 历史
早期在19世纪时，有一群来自印尼坤甸兰芳共和国的客家人来到英吉利里副县里，深山内一个叫马鹿（Marup）的地方。他们在那里定居，开采金矿，而也在那组织了十五分公司。据说，其公司是当时当时兰芳共和国的支脉，最兴旺时人口有一万以上，同时其制度也如兰芳共和国，“传贤不传子”的民主制度。在1857年，当时石隆门县里的十二公司爆发了反砂拉越拉者詹姆士·布魯克。但最后被詹姆士镇压了下来，而杀死了几乎所有“公司”的华人。十五分公司子民知道十二公司被詹姆士消灭后，怕牵连至他们，便都逃到各地区，从此十五分公司便衰落瓦解了。

## 社会与经济
在县里有90%的伊班族居住在英吉利里副县里的内陆区及山脚下，而农耕是他们的主要经济来源，如种植稻谷，橡胶，蔬菜和水果。此外他们有进行一些较传统的职业，狩猎及捕鱼。丰收后的农场品会带到县城去售卖或会通过中间人卖到别的县里去。一些居民在县里也拥有自己的鱼塘，多数养殖商业价值较高的鲮鱼。

县里的华人多数开店经商如：餐馆，杂货店，服装店等。马来人多从事农业，一部分则进行商业活动。

2010年7月，英吉利里副县展开橡胶重植项目，重新种植了24公顷的橡胶。每公顷可以出产2000公斤的橡胶。

## 旅游业

### 灵蛇石
灵蛇石是一个巨大的蛇形石头，约长9米，宽约2米。位于英吉利利副县布贡（Bukong），离县里的雅劳木安长屋（Nyalau Muang）50米。长屋的居民称巨石为林当石（Batu Lintang）。灵蛇石的位置恰好横跨布贡河，人们把那地方称为灵蛇谷。
相传，有一位泰国人来到了县里把一条巨大的蛇变成了石头。人们相信他是在梦里找到那条巨蛇。他还与当地的县民一起为那巨石上色，清理了周围杂草。据说，在灵蛇石的中部可以找到爪夷文：「alif」、「lam」、「nun」、「mim」和「sin」。这些文字有些是相反顺序的，而一些是被分开的。

### 卧阿重瀑布
卧阿重瀑布位于英吉利里副县内，离英吉利里镇有4公里。旅客需经过2公里的森林方能到达瀑布。许多旅客会在那露营过夜。